# Marais Viljoen
Pour les articles homonymes, voir Viljoen.
Marais Viljoen, né le 2 décembre 1915 à Robertson et mort le 14 janvier 2007 à Pretoria, est un journaliste, un homme d'État et un chef d'État sud-africain. 
Membre du parti national, député d'Alberton (1953-1976) puis sénateur (1976-1979), Marais Viljoen entre au gouvernement Verwoerd en tant que ministre-adjoint du travail et des mines (1958-1962) avant de devenir ministre-adjoint à l'intérieur, à l'éducation, aux arts et sciences, au travail et à l'immigration (1962-1966). Après avoir été ministre du travail et des Affaires métisses (1966-1970) puis ministre du travail, des Postes et des Télécommunications (1970-1976) dans le gouvernement Vorster. 
Président du Sénat (1976-1979), il exerce à ce titre, et à deux reprises, les fonctions de président de l'État par intérim de la république d'Afrique du Sud (du 21 août 1978 au 10 octobre 1978 et du 4 juin 1979 au 10 juin 1979). Il est confirmé à cette fonction honorifique par un vote du parlement et l'exerce jusqu'au 3 septembre 1984.

## Biographie

### Origines, études et carrière professionnelle
Marais Viljoen est né à Robertson dans la province du Cap le 2 décembre 1915, dernier fils d'une famille de six enfants. 
Orphelin à l'âge de quatre ans, il a une enfance pauvre et difficile et doit suspendre un temps ses études secondaires avant l'examen du matric (équivalent du baccalauréat en France), pour travailler. Il est d'abord télégraphiste dans un bureau de poste puis, ses études enfin accomplies, journaliste au Die Transvaler, édité par Hendrik Verwoerd. 
Il se marie le 20 avril 1940 à Dorothea Maria (Marietjie) Brink (17 septembre 1917 - 6 octobre 2005) dont il a une fille (laquelle a un fils unique). 

### Carrière politique
Membre fondateur de la ligue de jeunesse du parti national en 1938 et dirigeant provincial de cette ligue à Pretoria entre 1940 et 1945, Marais Viljoen rejoint le parti national dont il devient l'un des organisateurs pour la province du Natal (1943-1951). 
En 1949, Viljoen est élu au conseil provincial du Transvaal pour la circonscription de Pretoria central avant d'être élu en 1953 à la chambre de l'assemblée du parlement sud-africain pour la circonscription d'Alberton située dans la banlieue de Johannesburg. 
En 1958, le premier ministre Hendrik Verwoerd le nomme ministre adjoint du travail et des mines puis, en 1962, ministre-adjoint à l'intérieur, à l'éducation, aux arts et sciences, au travail et à l'immigration. 
En 1966, le premier ministre John Vorster le nomme dans son gouvernement en tant que ministre du Travail et des Affaires métisses. Il est ensuite successivement ministre du Travail, des Affaires métisses et des Affaires de Rehoboth (1969-1970), ministre de l'Intérieur et du Travail (1970) ainsi que ministre du Travail, des Postes et Télégraphes (1970-1976). 

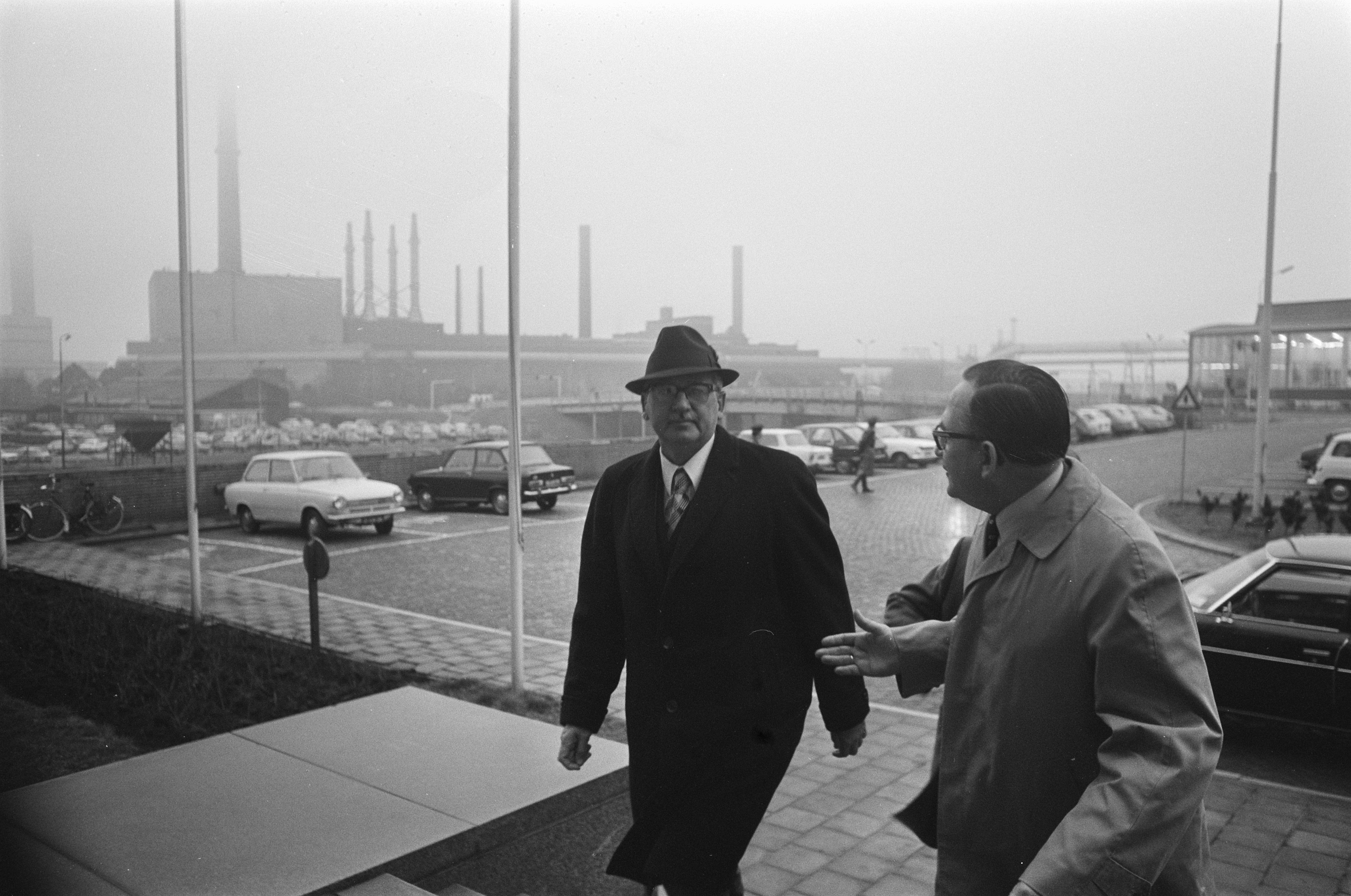
Marais Viljoen en 1975 aux Pays-Bas

Il entre au Sénat en 1976 où il succède à Jan de Klerk en tant que président de la Chambre haute du Parlement sud-africain. 
Membre représentant l'aile centriste du parti national, Marais Viljoen assure l'intérim de la présidence de l'État de la République, à partir du 14 août 1978 lorsque le président Nicolaas Johannes Diederichs tombe gravement malade. Il assure l'intérim après la mort de Diederichs (21 août 1978) jusqu'à la prise de fonction du président John Vorster (10 octobre 1978), qui espère ainsi trouver une échappatoire au scandale de l'information dans lequel est impliqué son ancien ministre de l'Intérieur, de l'Information et des Affaires indigènes, Connie Mulder.  

#### Président d'État (1979-1984)
Le 4 juin 1979, Marais Viljoen assure de nouveau la présidence de l'État par intérim à la suite de la démission de Vorster. Le 10 juin 1979, Viljoen reprend le poste honorifique en étant élu président de l'État par le Parlement. 
Il assume ses fonctions jusqu'à la fin de son mandat le 3 septembre 1984 et le changement de constitution instituant le Parlement tricaméral et la suppression du poste de Premier ministre.
Pieter Botha lui succède et reprend un poste désormais exécutif et central à la tête de l'État et du gouvernement (State President).

### Hommages et décès
Un lycée de langue afrikaans à Alberton, au sud de Johannesburg, qu'il avait inauguré en 1961, le Hoërskool Marais Viljoen, est baptisé en son honneur.
Marais Viljoen est mort à Pretoria le 4 janvier 2007 des suites d'un problème cardiaque à 91 ans.
Il est enterré à Bloemfontein le 13 janvier 2007 après des funérailles d'État à Pretoria, réduites au strict minimum à la demande de la famille, et en présence de la vice-présidente sud-africaine Phumzile Mlambo-Ngcuka.